# Jonathan Coachman
Jonathan Coachman (Kansas City (Missouri), 12 augustus 1972) - alias The Coach - is een Amerikaans cocommentator en presentator. Hij was van 1999 tot en met 2008 actief rondom World Wrestling Entertainment (WWE). Coachman trad daarna in dienst bij ESPN in verschillende functies voor het televisieprogramma SportsCenter.

## In worstelen
- Worstelaars gemanaged
  - Garrison Cade
  - Al Snow